# Весто
Весто (на английски: Westo) е северноамериканско индианско племе, описано от европейците в средата на 17 век. В този период за испанците са известни като „Чичимеко“, а за колонистите във Вирджиния като „Ричахекриън“ или „рикохакан“. В записките на колонията Вирджиния племето се споменава като изключително войнствено и че може да противопостави около 800 бойци. Произходът на това племе обаче не е изяснен. Предполага се, че са група на чероките, ючи или оцеляла част от ери, които се спускат от Вирджинските планини и се заселват в района на днешния Ричмънд в Южна Каролина.

## История
Някъде около 1670 г. по неизвестни причини, весто напускат Вирджиния и мигрират на юг до река Савана. В Южна Каролина племето бързо се прочува със своята войнственост и набези за хващане на роби срещу съседните племена. Добре въоръжени преди това от колонистите във Вирджиния, весто всяват пълен хаос и страх в целия регион. Отношенията им с колонията Южна Каролина отначало също са враждебни, но през 1673 г. двете страни сключват мир и в следващите няколко години търговията между тях процъфтява. Воювайки с почти всички племена в областта, весто блокират създаването на всякакви отношения между колонията и народите на запад. Играейки роля на посредници в търговията, те стават все по-силни, а това никак не се харесва на колонистите, които започват да търсят и най-малкия повод да се отърват от тях. Междувременно една голяма група шоуни се спуска от север и се установява в близост до река Савана и весто. Двете племена сключват съюз помежду си, но когато през 1679 г. между весто и колонията избухва война, шоуните бързо преминават на страната на колонистите. С тяхна помощ за няколко месеца весто са разбити и разпръснати. Заловените по-късно са продадени като роби в плантациите на Западните Индии. Тези, които успяват да избягат и да се спасят вероятно се присъединяват към криките или остават да живеят в близост до колонията. Така или иначе от 1715 г. племето изчезва от историческата сцена.